# Никулин, Александр Евгеньевич
Александр Евгеньевич Никулин (19 января 1985) — российский футболист, нападающий.

## Карьера
Профессиональную карьеру начал в 2002 году в клубе второго российского дивизиона «Зенит»-2 Санкт-Петербург, за три сезона провёл в первенстве 78 матчей, забил 10 голов. Сезон-2005 начал в клубе ЛФЛ «Локомотив» СПб, в июле перешёл в «Петротрест» из первого дивизиона, затем играл в любительских клубах Петербурга. В 2007 году выступал в чемпионате Молдавии за «Зимбру» — 26 матчей, 4 мяча
В 2008 году Никулин вернулся в Россию, где играл за любительский клуб «Еврострой» Всеволожск и «Смену-Зенит» СПб (второй дивизион, 2009). В 2010—2011 годах играл в чемпионате Эстонии за «Калев» Силламяэ, был в числе лучших бомбардиров первенства. В 2010 году поделил 10 место с 9 мячами, в 2011 — 11-е с 14-ю. С 2013 года играет за клуб ЛФЛ «Руан» Тосно. В 2014 году начал выступать за эстонский футбольный клуб «Локомотив» из города Йыхви. 25 июля забил первый гол за клуб в матче против команды «Таммека», игра тогда закончилась со счётом 3:3. 11 октября в игре против таллинского «Калева» сделал хет-трик и помог клубу выйти в 1/4 финала Кубка Эстонии. С 29-30 декабря в составе клуба «Нарва-Транс» принимал участие в зимнем турнире Эстонского футбольного союза.

## Достижения
- Обладатель Кубка Молдавии (2007)
- Серебряный призёр чемпионата Молдавии (2007)